# Rioulf
Rioulf ou Riulf ou Riol ou Raoul, quidam Riulfus en latin, est un jarl viking — ou chef normand — installé en Neustrie, dans la région du Cotentin. Il est connu pour avoir défié l'autorité de Guillaume Longue-Épée, jarl des Normands de la Seine et comte de Rouen, en lui livrant bataille près de la capitale de celui-ci.

## L'établissement d'un jarl viking en dehors de la sphère d'influence du pouvoir ducal normand
Le lieu exact où Rioulf s'est installé a fait débat entre les historiens et les annalistes. Plusieurs axes d'analyses aboutissent à des résultats différents.

### Une installation de Rioulf dans la région d'Evreux
Orderic Vital penche pour une origine de l'évrecin en apposant au nom de Rioulf "l'épithète d'Ebroicensis". Ce à quoi se range également A.Le Prevost faisant valoir que la rapidité avec laquelle les révoltés se portèrent sur Rouen ne pouvait correspondre qu'à un départ d'expédition provenant de la région d'Evreux et non du Cotentin. Jules Lair avancent deux autres objections possibles auxquelles ils n'adhèrent pas. La première est que Guillaume Longue épée ne possédait pas encore le Cotentin et la seconde et non des moindres, est qu'en se soulevant du Cotentin, Rioulf aurait dû affronter toutes ces contrées loyales au pouvoir ducal avant d'espérer pouvoir assiéger Rouen.

### Une installation de Rioulf dans la région du Cotentin et de Guernesey
Rioulf s'installe dans le Cotentin, où il fait reconstruire un ancien château mérovingien à Valognes. Son château lui aurait été confisqué après sa défaite à Rouen et confié à Anslech par Guillaume Longue-Épée.

## La Révolte contre Guillaume Longue-Épée

### Le prétexte de la révolte

#### L'expansion territoriale de Guillaume Longue-Épée
À la suite de conquêtes réalisée en Neustrie par Rollon, jarl des Normands de la Seine et comte de Rouen, le territoire sous souveraineté normande s’agrandit et inclut, à partir de 924, le Bessin, le Pays d'Auge et l'Hiémois. Après la mort du Jarl, l'expédition guerrière de son héritier Guillaume Longue-Épée vers l'Ouest place le Cotentin et l'Avranchin sous sa souveraineté, donnant ainsi à son territoire les limites du futur duché de Normandie. Toutefois, l'autorité du fils de Rollon dans ces régions fraîchement conquises est précaire voire théorique.

#### Le rapprochement de Guillaume Longue-Épée avec le roi de France
Rioulf, comte de Cotentin et d'Évrecin, et quelques autres barons normands voient d'un mauvais œil l'influence grandissante des Normands de la Seine menés par Guillaume Longue-Épée. Pour eux, celui-ci contracte des mésalliances telles que des Francs risquent de s'introduire à la Cour et au Conseil.

### La bataille du Mont-aux Malades
Rioulf conduit les révoltés jusqu'au pied du Mont-aux-Malades, sous les murs de Rouen, la capitale de Guillaume, vers 934. Bien qu'il y reproche publiquement à Guillaume Longue-Épée son origine franque de par sa mère, Poppa de Bayeux, ainsi que sa politique trop favorable aux Francs, Rioulf veut s'emparer à titre personnel de l'autorité sur toutes les contrées qui s'étendent de la Risle au Couesnon. Bien supérieurs en nombre, Rioulf et ses hommes sont cependant défaits par les troupes fidèles à Guillaume Longue-Épée. Rioulf battu, c'est Anslech de Bricquebec qui reçut le titre du comte du Cotentin et les fiefs du vaincu.